# Mariä Himmelfahrt (Hörstein)

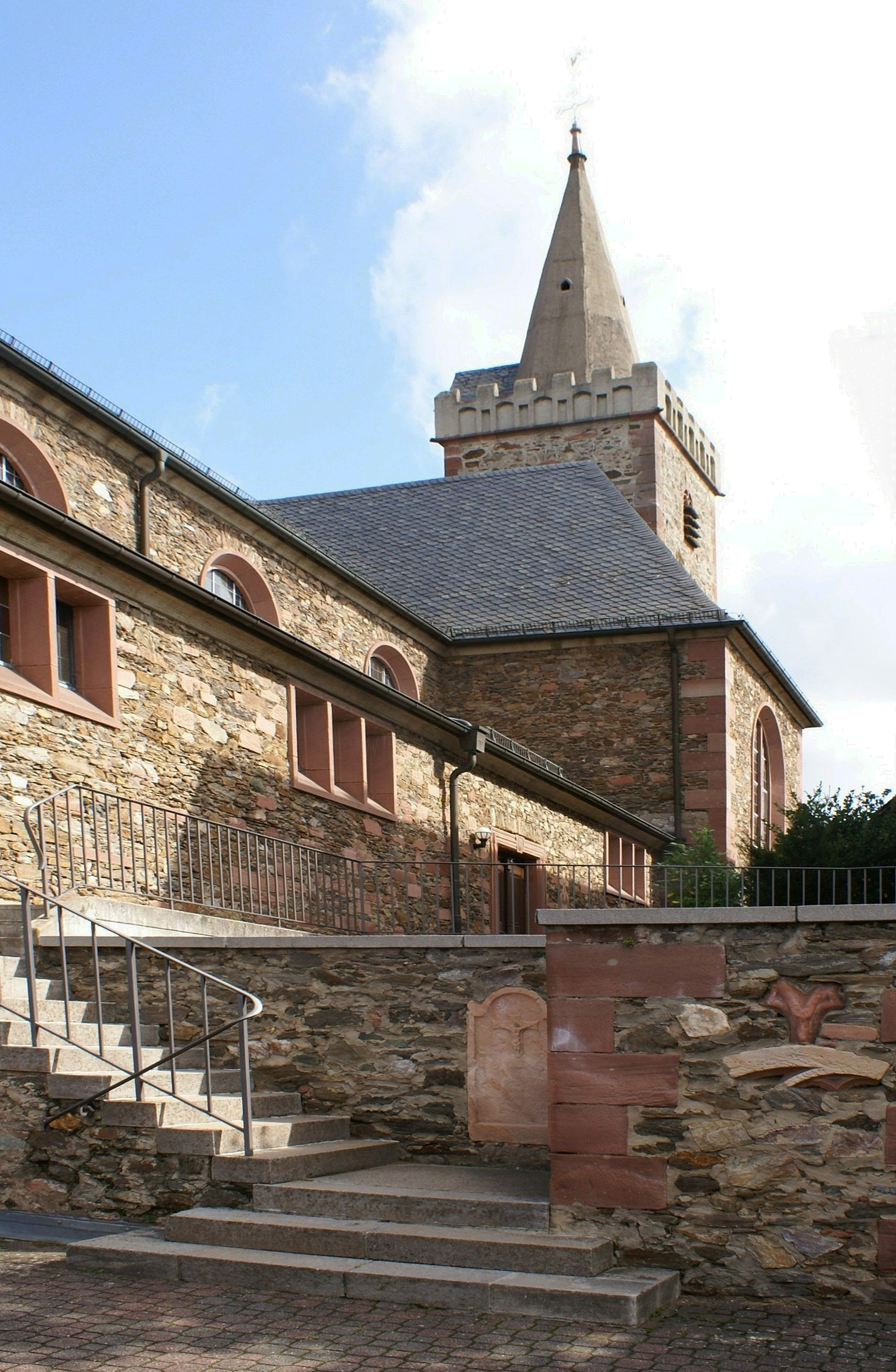
Mariä Himmelfahrt in Hörstein

Die römisch-katholische, denkmalgeschützte Pfarrkirche Mariä Himmelfahrt steht in Hörstein, einem Gemeindeteil der Gemeinde Alzenau im Landkreis Aschaffenburg (Unterfranken, Bayern). Das Bauwerk ist unter der Denkmalnummer D-6-71-111-36 als Baudenkmal in der Bayerischen Denkmalliste eingetragen. Die Pfarrei gehört zur Pfarreiengemeinschaft St. Benedikt am Hahnenkamm (Alzenau) im Dekanat Alzenau des Bistums Würzburg.

## Beschreibung
Die ursprüngliche Saalkirche bestand aus einem Langhaus, einem eingezogenen, dreiseitig geschlossenen Chor von 1511/12 und dem quadratischen Chorflankenturm im Süden des Chors von 1449. Der Chorflankenturm, der auch als Wehrturm diente, wurde 1453 aufgestockt, um den Glockenstuhl für die vier Kirchenglocken unterzubringen. Er wurde mit einer Zinne versehen, zwischen der sich ein achtseitiger spitzer Helm erhebt. 1954 wurde diese Saalkirche durch eine Kreuzbasilika ersetzt. Der Chor und der Chorflankenturm blieben mit ihrer Kirchenausstattung erhalten. 